# Le Dernier Maître de l'air
Ne doit pas être confondu avec Avatar, le dernier maître de l'air ou Avatar, le dernier maître de l'air (série télévisée).
Pour les articles homonymes, voir Avatar et Avatar : le dernier maître de l'air (homonymie).
Pour plus de détails, voir Fiche technique et Distribution.
Le Dernier Maître de l'air (The Last Airbender) est un film américain réalisé par M. Night Shyamalan, sorti en 2010. C'est l'adaptation de la première saison d’Avatar, le dernier maître de l'air, une série d'animation diffusée sur Nickelodeon.

## Synopsis
Aang est un jeune garçon de cent douze ans, maître de l'Air et réincarnation de l'Avatar, seul être capable d'apprendre à maîtriser les quatre éléments. Il a la responsabilité d'empêcher la Nation du Feu, qui a déjà anéanti son peuple, les Nomades de l'Air, de détruire les Tribus de l'eau et le Royaume de la Terre, afin de rétablir l'équilibre dans le monde.

## Fiche technique
Sauf indication contraire, les informations mentionnées dans cette section peuvent être confirmées par la base de données cinématographiques IMDb,  présente dans la section « Liens externes ».
- Titre français : Le Dernier Maître de l'air
- Titre original : The Last Airbender
- Réalisation : M. Night Shyamalan
- Scénario : M. Night Shyamalan, d'après la série télévisée d'animation de Michael Dante DiMartino et Bryan Konietzko
- Musique : James Newton Howard
- Photographie : Andrew Lesnie
- Décors : Philip Messina
- Costumes : Judianna Makovsky
- Montage : Conrad Buff
- Production : M. Night Shyamalan, Sam Mercer, Scott Aversano, Frank Marshall et Jose L. Rodriguez
  - Producteurs délégués : Michael Dante DiMartino, Kathleen Kennedy, Bryan Konietzko
- Sociétés de production : The Kennedy/Marshall Company, Nickelodeon Movies et Blinding Edge Pictures
- Sociétés de distribution : Paramount Pictures
- Budget : 150 000 000 $[1]
- Pays d'origine :  États-Unis
- Langue originale : anglais
- Format : couleur • 2,35:1
- Durée : 103 minutes
- Genre : Action, aventure et fantasy
- Dates de sortie[2] :
  - États-Unis : 2 juillet 2010
  - Belgique, France : 28 juillet 2010

## Distribution
Sauf indication contraire, les informations mentionnées dans cette section peuvent être confirmées par la base de données cinématographiques IMDb,  présente dans la section « Liens externes ».
- Noah Ringer (VF : Valentin Maupin ; VQ : Léo Caron) : Aang
- Dev Patel (VF : Juan Llorca ; VQ : Hugolin Chevrette) : Prince Zuko
- Nicola Peltz (VF : Leslie Lipkins ; VQ : Laetitia Isambert-Denis) : Katara
- Jackson Rathbone (VF : Yoann Sover ; VQ : Nicholas Savard L'Herbier) : Sokka
- Shaun Toub (VF : Gérard Rinaldi ; VQ : René Gagnon) : oncle Iroh
- Aasif Mandvi (VF : Stéphane Roux ; VQ : Frédéric Paquet) : Commandant Zhao
- Cliff Curtis (VF : Xavier Fagnon ; VQ : Patrick Chouinard) : Seigneur du feu Ozai
- Seychelle Gabriel (VF : Lily Rubens ; VQ : Catherine Brunet) : Princesse Yue
- Katharine Houghton : Mabouba
- Francis Guinan : Maître Pakku
- Damon Gupton : Moine Gyatso
- Summer Bishil : Azula
- Randall Duk Kim : le vieil homme dans le temple
- John D'Alonzo : l'assistant de Zhao
- Keong Sim : le père qui fait bouger la Terre
- Isaac Jin Solstein : le fils qui fait bouger la Terre
- Edmund Ikeda : le vieil homme de Kyoshi Town
- John Noble : l'esprit du dragon
- Morgan Spector : le soldat menant la nation du feu
- Karim Sioud : le gardien de prison de la nation du feu
- Manu Narayan : le chef des gardiens de prison de la nation du feu
- Kevin Yamada : le prisonnier du royaume de la Terre
- Ted Oyama : le villageois de Kyoshi
- Ritesh Rajan : un soldat de la nation du feu
- Georgie DeNoto : Jet
- M. Night Shyamalan : un soldat de la nation du feu dans la prison (caméo non crédité)

## Production

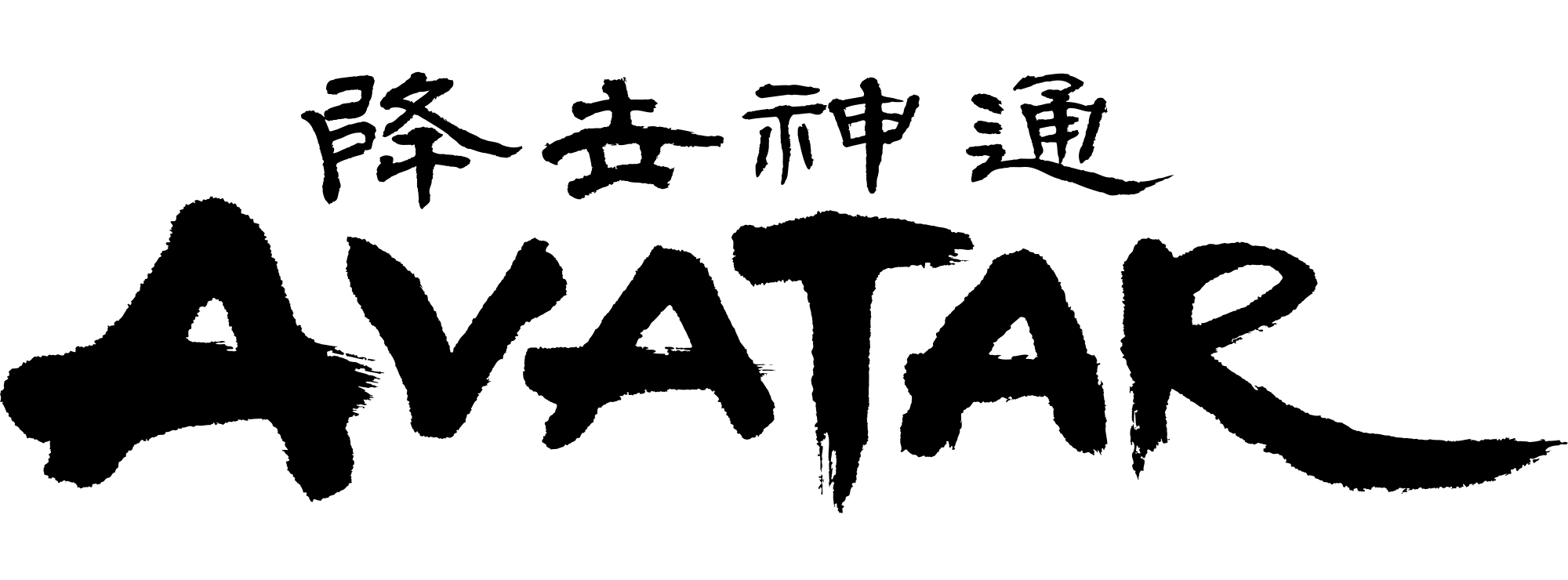
Logo de la série d'animation Avatar, le dernier maître de l'air, qui a inspiré le film.

### Genèse et développement
Le film est l'adaptation cinématographique de la série d'animation américaine Avatar, le dernier maître de l'air, diffusée entre 2005 et 2008 sur la chaîne Nickelodeon. Dès son lancement, elle devient un véritable phénomène mondial, avec une diffusion dans près de 120 pays.
Le réalisateur-scénariste M. Night Shyamalan découvre cet univers lorsque l'une de ses filles souhaite être déguisée en Katara, l'un des personnages principaux de la série, pour Halloween,.
Le scénario du film ne s'inspire que de la première saison, appelée Livre 1 : L'Eau. Shyamalan décide d'écrire une histoire plus adulte, en gommant certains aspects trop enfantins et comiques de la série.
Le titre du film devait être le même que la série, Avatar: The Last Airbender, mais James Cameron possédait déjà les droits pour le mot « Avatar » pour son film de 2009. Pour éviter des poursuites judiciaires, le titre est donc devenu simplement The Last Airbender.

### Casting
Jesse McCartney devait initialement tenir le rôle du Prince Zuko, mais il était pris par le tournage de Beware the Gonzo. Il est alors remplacé par Dev Patel. Pour incarner Aang, le jeune débutant Noah Ringer, 13 ans pendant le tournage, est choisi notamment pour sa pratique du taekwondo.
Dee Bradley Baker, qui doublait plusieurs personnages dans la série, prête ici sa voix à Appa et Momo.

### Tournage
Le tournage a lieu du 13 mars 2009 au 26 septembre 2009. Il débute au Groenland où sont notamment tournées les scènes du village de Katara et Sokka. Après deux semaines, l'équipe se rend à Reading en Pennsylvanie, puis dans quelques autres villes de l’État (Philadelphie, West Rockhill, etc.). Quelques scènes sont ensuite réalisées au Viêt Nam.

### Musique
Albums de James Newton Howard
Nanny McPhee et le Big Bang
(2010) Salt
(2010)
La musique du film est composée par James Newton Howard, qui avait déjà travaillé avec Shyamalan pour Sixième Sens (1999), Incassable (2000), Signes (2002), Le Village (2004), La Jeune Fille de l'eau (2006) et Phénomènes (2008).
| 1.  | Airbender Suite                     | 11:16 |
| 2.  | Earthbenders                        | 5:53  |
| 3.  | The Avatar Has Returned             | 4:42  |
| 4.  | The Four Elements Test              | 5:30  |
| 5.  | Journey to the Northern Water Tribe | 4:01  |
| 6.  | Hall of Avatars                     | 3:40  |
| 7.  | Prologue                            | 2:43  |
| 8.  | The Blue Spirit                     | 7:17  |
| 9.  | The Spirit World                    | 5:18  |
| 10. | We Could Be Friends                 | 4:08  |
| 11. | We Are Now the Gods                 | 5:46  |
| 12. | Flow Like Water                     | 6:32  |

## Accueil

### Réception critique
Le film est globalement accueilli de manière très négative par les critiques et les spectateurs : il obtient une note moyenne de 2,8/10 et 5 % de critiques favorables dans l'agrégateur Rotten Tomatoes qui indique que le consensus sur le film est que celui-ci offre de beaux effets spéciaux, mais gaspille le potentiel de l'œuvre originale par une histoire inintelligible, des dialogues risibles et un sentiment de morne détachement. Sur Metacritic, The Last Airbender n'obtient qu'une moyenne de 20/100 pour 33 critiques recensées. Les spectateurs se prononçant sur l'Internet Movie Database confirment cette opinion, par une note moyenne de 4,5/10 pour plus de 30 000 votants au 11 janvier 2011.
C'est en particulier de la part des fans de la série télévisée que les réactions sont négatives. Le choix de faire un film plutôt qu'un dessin animé lui-même leur semble rétrospectivement mauvais. D'autre part, ils déplorent surtout que l'adaptation ait retiré tout l'humour de la série d'origine, et qu'elle ait fait des choix curieux pour compresser en un film toute l'histoire : par exemple, la relation amoureuse naissant entre Sokka et Yue est uniquement racontée par la voix off.
Ceux qui considèrent que l'usage de la projection en 3D est une mauvaise chose quand la réalisation en 3D est bâclée ont fait de ce film leur exemple phare.
Le film est nommé dans 8 des 10 catégories aux Razzie Awards 2011 et est finalement lauréat de cinq d'entre eux.

### Box-office
- Monde : 319 713 881 $[1]
- États-Unis,  Canada : 131 772 187 $[1]
- France : 1 181 311 entrées[15]

## Distinctions principales
Source : Internet Movie Database

### Récompenses
- Village Voice Film Poll 2010 : pire film
- ASCAP Film and Television Music Awards 2011 : Top Box Office Films pour James Newton Howard
- Razzie Awards 2011 : pire acteur dans un second rôle pour Jackson Rathbone (également pour Twilight, chapitre III : Hésitation), pire réalisateur, pire utilisation de la 3D « qui arrache les yeux », pire scénario, pire film

### Nominations
- Teen Choice Awards 2010 : meilleur film de l'été
- Razzie Awards 2011 : pire acteur dans un second rôle pour Dev Patel, pire actrice dans un second rôle pour Nicola Peltz, pire couple à l'écran ou pire casting, pire préquelle, remake, suite ou film dérivé
- Young Artist Awards 2011 : meilleur jeune acteur pour Noah Ringer, meilleure jeune actrice pour Seychelle Gabriel

## Projets de suite
L'histoire a été conçue comme une trilogie, car le réalisateur voulait suivre la même structure narrative que la série animée. Cependant, au vu de la mauvaise réception du premier film, les suites n'ont pas été produites à ce jour.